# شهرستان باغملک
شهرستان باغملک یکی از شهرستان‌های استان خوزستان ایران است. مرکز این شهرستان، شهر باغملک است.
این شهرستان در تاریخ ۷ آذر ۱۳۶۹ از شهرستان ایذه جدا شد و مستقل گردید.

## موقعیت جغرافیایی
شهرستان باغ‌ملک در شرق استان خوزستان می‌باشد؛ این شهرستان از نظر جغرافیایی، در ۴۹ درجه و ۵۳ دقیقهٔ درازای خاوری و ۳۱ درجه و ۳۱ دقیقهٔ پهنای شمالی و در ارتفاع ۹۱۷ متری از سطح دریا واقع شده‌است.
شهرستان باغ‌ملک از شمال با شهرستان ایذه، از شمال غربی با شهرستان مسجد سلیمان، از غرب با شهرستان هفتکل، از جنوب غربی با شهرستان رامهرمز، از شرق با شهرستان دزپارت، از جنوب شرقی با شهرستان صیدون همسایه است.

## جاذبه‌های طبیعی
شهرستان باغ ملک منطقه‌ای کوهستانی است که از کوه‌های بادرنگان در شمال و کوه‌های زرین و دیوانه در جنوب تشکیل شده‌است. مهم‌ترین پوشش گیاهی منطقه را بلوط و افرا تشکیل می‌دهند و در بعضی مناطق سروهای تنومندی وجود دارد. و از گیاهانی که کاربرد دارویی و صنعتی دارند؛ گل گاوزبان، کرفس خاکشیر و گون کتیرا و پوشش گیاهی مخصوص دام در این منطقه می‌رویند. روباه، شغال، گرگ، بزکوهی، قوچ، میش، گراز، خرگوش، کبک، قرقاول در اطراف این شهرستان دیده می‌شوند. هوای باغ ملک معتدل است. بیش‌ترین درجه حرارت در مرکز این شهرستان در تابستان‌ها به ۴۲ درجه بالای صفر و کم‌ترین آن در زمستان‌ها به صفر درجه می‌رسد. میزان باران سالیانه این شهرستان به‌طور متوسط ۵۰۰ میلی‌متر است.
روستاهای زیبای مال آقا، رباط (حضرت سلیمان)، لالب، ابوالعباس (بلواس)  ازجمله مناطق تفریحی و قلعه محمد تقی خان چهارلنگ در شهر زیبای قلعه تل، قلعه اقبال در روستای سر سبز لالب، کاروانسرای ارغوانی در محله درویشان و محوطه‌های باستانی در منجنیق و اوربه  ازجمله مکان‌های تاریخی شهرستان باغملک می‌باشند که در تمامی روزهای سال گردشگران را سراسر نقاط استان و حتی کشور به سمت شهرستان سرازیر می‌کنند.

## مردم‌شناسی
مردم شهرستان باغ‌ملک ، لرتبار و از  ایل بهمئی و بختیاری می‌باشند.

## تقسیم‌بندی کشوری
شهرستان باغ‌ملک دارای ۳ بخش، ۷ دهستان و ۳ شهر به شرح زیر است:

### شهرستان باغ‌ملک
| بخش     | مرکز بخش | جمعیت بخش ۱۳۹۵ | نام دهستان | مرکز دهستان     | جمعیت دهستان ۱۳۹۵ | شهر     | جمعیت شهر ۱۳۹۵ |
| ------- | -------- | -------------- | ---------- | --------------- | ----------------- | ------- | -------------- |
| مرکزی   | باغ‌ملک   | ۴۹٬۵۴۷ نفر     | هپرو       | دورتو           | ۱۰٬۹۴۱ نفر        | باغ‌ملک  | ۲۶٬۳۴۳ نفر     |
| مرکزی   | باغ‌ملک   | ۴۹٬۵۴۷ نفر     | منگشت      | ابوالعباس       | ۹٬۹۸۰ نفر         | باغ‌ملک  | ۲۶٬۳۴۳ نفر     |
| مرکزی   | باغ‌ملک   | ۴۹٬۵۴۷ نفر     | رودزرد     | رودزرد کایدرفیع | ۲٬۲۸۳ نفر         | باغ‌ملک  | ۲۶٬۳۴۳ نفر     |
| قلعه تل | قلعه تل  | ۱۸٬۲۸۰ نفر     | قلعه تل    | لران            | ۴٬۰۸۹ نفر         | قلعه تل | ۱۰٬۶۹۸ نفر     |
| قلعه تل | قلعه تل  | ۱۸٬۲۸۰ نفر     | بارانگرد   | بارانگرد        | ۳٬۴۹۳ نفر         | قلعه تل | ۱۰٬۶۹۸ نفر     |
| میداوود | میداوود  | ۱۵٬۳۰۲ نفر     | سرله       | دالان           | ۸٬۰۵۹ نفر         | میداوود | ۳٬۵۱۳ نفر      |
| میداوود | میداوود  | ۱۵٬۳۰۲ نفر     | میداوود    | میداوود         | ۳٬۷۳۰ نفر         | میداوود | ۳٬۵۱۳ نفر      |

## جمعیت
بر پایه سرشماری عمومی نفوس و مسکن در سال ۱۳۹۵، جمعیت شهرستان باغ‌ملک برابر با ۸۳٬۱۲۹ نفر بوده‌است.